# Щигровская епархия
Щигро́вская епа́рхия — епархия Русской Православной церкви, объединяющая приходы в восточной части Курской области (в границах Горшеченского, Касторенского, Мантуровского, Пристенского, Советского, Солнцевского, Тимского, Черемисиновского и Щигровского районов). Входит в состав Курской митрополии.

## История
26 июля 2012 года решением Священного синода Русской православной церкви была образована Щигровская епархия путём выделения из Курской епархии с включением новообразованной епархии в состав Курской митрополии. Правящему архиерею Синод постановлено иметь титул «Щигровский и Мантуровский».

## Епископы
- Герман (Моралин) (26 июля 2012 — 19 августа 2014) в/у, митрополит Курский
- Паисий (Юрков) (19 августа 2014 — 25 августа 2020)
- Паисий (Юрков) (25 августа 2020 — 24 октября 2024) в/у, епископ Железногорский
- Феогност (Ильницкий) (c 24 октября 2024)

## Благочиния
Епархия разделена на 7 церковных округов:
- Горшеченское благочиние
- Касторенское благочиние
- Кшенское благочиние
- Мантуровское благочиние
- Пристенское благочиние
- Солнцевское благочиние
- Щигровское благочиние